# 入間野武雄
入間野 武雄（いるまの たけお、1890年〈明治23年〉1月6日 - 1958年〈昭和33年〉7月3日）は、日本の大蔵官僚。帝国銀行2代目頭取、日本専売公社総裁。

## 経歴
岩手県胆沢郡水沢町（のち水沢市、現在の奥州市）出身。
1904年、水沢で小学校を終えると上京し東京市赤坂区霊南坂町十七番地の従兄弟にあたる斎藤実方に単身寄留。
東京府立一中（現・東京都立日比谷高等学校）、旧制一高を経て、1914年高等文官試験に合格。同年東京帝国大学法学部政治学科卒。
大蔵省入省後、横須賀・厩橋各税務署長、名古屋税務監督局経理部長、神戸税関総務課長、東京税務監督局経理部長、同局間税部長、大蔵事務官、主税局勤務、銀行検査官、営繕管財局総務部長、1932年内閣総理大臣秘書官兼大蔵書記官、1934年銀行検査官兼営繕管財局理事、大臣官房会計課長、専売局販売部長、造幣局長、預金部長、1937年銀行局長、1940年退官。同年十五銀行副頭取、翌年同頭取、1944年帝国銀行副頭取、翌年同頭取、1946年退職。戦後、公職追放となる。1950年追放解除、1953年専売公社総裁、1957年退職。翌年死去。

## 栄典
- 1940年（昭和15年）8月15日 - 紀元二千六百年祝典記念章[8]